# Sérgio Magrão
Sérgio Magrão, nome artístico de Francisco Sérgio de Souza Medeiros (Rio de Janeiro, 26 de outubro de 1950) é baixista e vocalista brasileiro.
Magrão é o baixista do grupo 14 Bis desde sua fundação. Antes, porém, tocou no grupo O Terço, fazendo parte da formação de maior sucesso ao lado de Flávio Venturini.
É autor, ao lado de Luiz Carlos Sá, da dupla Sá e Guarabyra, da música "Caçador de Mim", um dos maiores sucessos do 14 Bis, regravada por Milton Nascimento, o que faz, até hoje, muitos fãs pensarem ser Milton o compositor da canção.